# Japanischer Wasserstein

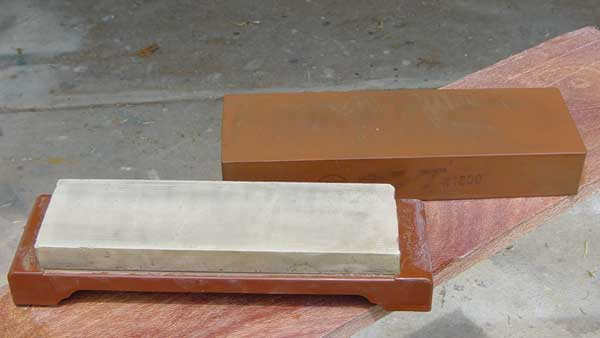
Zwei japanische Wassersteine

Ein japanischer Wasserstein (jap. 砥石, Toishi, dt. „Schleifstein“; der Naturwasserstein heißt tennen toishi, 天然砥石) ist ein Schleifstein aus Japan.

## Hintergrund
Im Gegensatz zu Wetzstählen, die (von wenigen Ausnahmen abgesehen) nur den Grat einer Klinge aufrichten bzw. entfernen, dienen Wassersteine dem Materialabtrag. Die Abtragsmenge ist wesentlich von der Körnung der Steine abhängig.
Das Schärfen von Hand auf diesen sogenannten "Banksteinen" unter Verwendung von Wasser bietet die Vorteile der freien Wahl des Anschliffwinkels und verhindert ein nachteiliges Erhitzen der Klinge, wie es bei rotierenden Schleifsteinen möglich ist.

## Arten von Wassersteinen
Kamen früher fast ausschließlich Natursteine zum Einsatz werden heute zunehmend synthetische Steine verwendet. Sie sind kostengünstiger und relativ pflegeleicht. Dazu kommt, dass die Steinbrüche für gute natürliche Steine weitestgehend ausgebeutet sind.
Man unterscheidet die Steine nach ihrer Korngröße: Schruppsteine für Formgebung und Ausschleifen von Ausbrüchen und Scharten haben eine Körnung von ca. 80–220, Schärfsteine 800–2000 und Poliersteine 3000–12000. Darüber hinaus werden Kombinationssteine angeboten, die verschiedene Körnungen aufweisen.
Die Körnungen werden üblicherweise nach der JIS-Skala unterteilt und unterscheiden sich dadurch von der in Europa üblichen FEPA-Skala.
Ein weiteres Kriterium ist die Bindung der Schleifpartikel. Je nach zu schleifender Klinge, persönlichen Wünschen und Gewohnheiten kann diese weicher oder härter sein. Weiche Bindungen schleifen aggressiver, sind aber recht empfindlich ("in den Stein schneiden") und brauchen mehr Pflege.
Die Schleifpartikel sind üblicherweise Siliziumkarbid, Metalloxide, Carbide und Nitride in unterschiedlicher Zusammensetzung.

## Verwendung
Einige Steine verlangen ein Vollsaugen mit Wasser, um eine ausreichende Kühlung und Spülung sicherzustellen. Andere dagegen werden nur oberflächlich angefeuchtet.
Der eigentliche Schleifvorgang kann je nach persönlicher Vorliebe unterschiedlich gestaltet werden. Hierzu gibt es ausreichende Vorschläge auf spezialisierten Websites. Der Anschliffwinkel ist bei japanischen Klingen meist sehr klein (in der Regel 15° bis 20°).

## Pflege des Steins
Ein bisher ungebrauchter Stein sollte vor der ersten Verwendung „geöffnet“ werden.
Dies geschieht auf die gleiche Weise, wie das regelmäßige "Abrichten". Das Abrichten wird notwendig, wenn ein Stein durch häufigen Gebrauch hohl ausgeschliffen wird. Es geschieht durch Abschleifen des Steines auf einer Keramikplatte unter Verwendung von Siliziumkarbidpulver und Wasser.
Während des Gebrauchs kann der Stein mit einem kleinen und weichen Stein ("Nagura", Aufreiber) "gereinigt" werden.
Nach Gebrauch muss der Stein sorgfältig unter fließendem Wasser abgespült werden. Das Abwischen mit Textil- oder Papiertüchern ist nicht zu empfehlen, da Materialfasern am Stein verbleiben. Ebenso ist ein schnelles Trocknen, zum Beispiel auf einem Heizkörper, zu vermeiden.